# Pterulaceae
Pterulaceae es una familia de hongos basidiomicetos del orden Agaricales. Esta familia contiene 12 géneros y 99 especies.

## Comestibilidad
Dentro de las distintas especies de cada género, se encuentran algunos hongos que son comestibles y otros que no lo son.